# Stanley Leighton
Stanley Leighton (1837 - 4 mai 1901) est un avocat anglais, propriétaire foncier, artiste et homme politique conservateur. Il est également connu comme antiquaire et auteur. 

## Biographie
Il est le fils cadet de Baldwin Leighton (7e baronnet), de Loton Park, et de son épouse Mary Parker. Il fait ses études à la Harrow School et au Balliol College d'Oxford. Il étudie à Inner Temple et est admis au barreau le 18 novembre 1861, pratiquant sur le circuit d'Oxford. En 1867, il se rend dans les colonies avec son ami et collègue avocat, Rees Davies. Ses journaux intimes enregistrent un voyage en Inde et à Ceylan en 1867-1868 et ils visitent l'Australie en 1868 où Leighton produit de nombreux croquis originaux. En 1869, son père lui transmet le domaine Sweeney à Oswestry qui est venu à sa mère par le biais de la famille Parker. Il est devenu juge de paix pour le Shropshire en 1869 et également sous-lieutenant. Il est également capitaine du 15e Shropshire Rifle Volunteers le restant jusqu'en 1888. 
Il possède des briqueteries à Sweeney, près d'Oswestry, qu'il loue à Oswestry Coal & Brick Co. Ltd. avant 1880, puis à Sweeney Brick Co. Ltd., et après 1885, à Kay & Hindle Ltd. sous le nom de Sweeney Travaux de brique et de terre cuite. En 1875, il achète Llwyd's Mansion, un impressionnant bâtiment à pans de bois dans le centre d'Oswestry datant de 1604, qui est ensuite rénové et divisé en magasins. 
En 1874, Leighton se présente sans succès à Bewdley, mais lors d'une élection partielle en 1876, il est élu député de North Shropshire et occupe le siège jusqu'au redécoupage de 1885. Il est alors élu pour Oswestry et occupe le siège jusqu'à sa mort. 

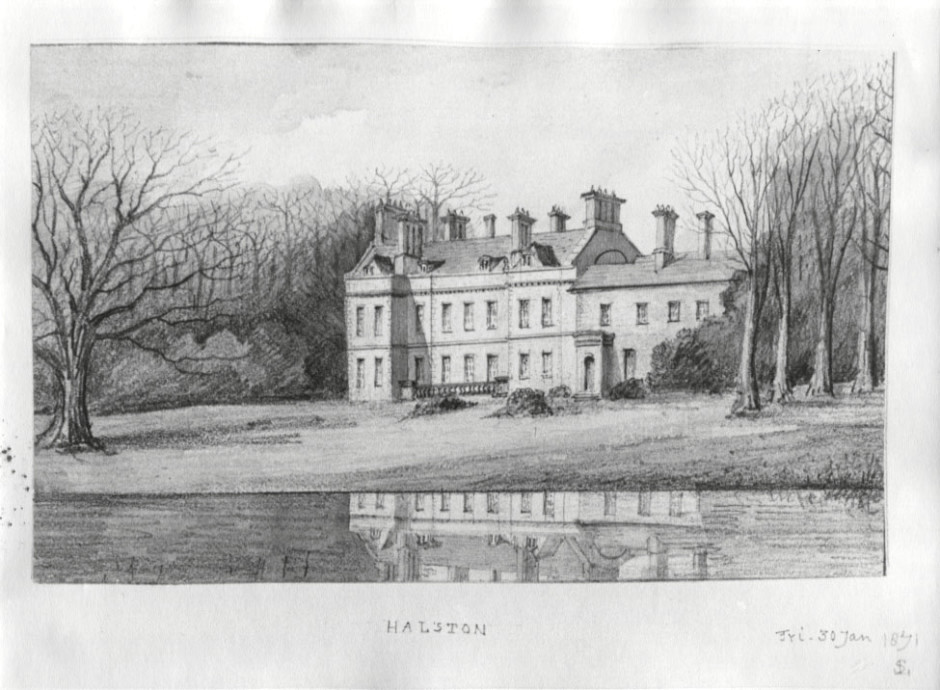
Dessin de Halston Hall
par Stanley Leighton en 1871

Il est un membre ancien et actif de la Society for the Protection of Ancient Buildings qui est fondée par William Morris et Philip Webb en 1877, pour s'opposer à ce qu'ils considéraient comme la rénovation insensible des bâtiments anciens qui se produisait alors en Angleterre victorienne. En 1888, il est commissaire honoraire de l'Australie-Méridionale à l'Exposition de Paris de 1888, et il est l'auteur de Records of Oswestry . Ses maisons du Shropshire: passé et présent; illustré à partir de dessins (1901) était complet et entre les mains de l'imprimeur au moment de sa mort. En 1900, il est élu trésorier de l' infirmerie Salop de Shrewsbury. 
Il est décédé d'une pneumonie à son domicile de Londres à l'âge de 63 ans, après s'être empressé de voter aux Communes sur le Coal Duty Bill. Il est enterré dans le cimetière paroissial de St Oswald à Oswestry. 
Leighton épouse Jessie Marie Williams-Wynn, fille de Herbert Bertie Watkin Williams-Wynn le 28 août 1873. Leur fils Bertie Edward Parker Leighton (1875–1952) est également député d'Oswestry (1929-1945) et a hérité du domaine Sweeney.